# ファイル共有
ファイル共有（ファイルきょうゆう）は、コンピュータネットワーク内で、あるコンピュータ内のファイルに、他のネットワーク接続されたコンピュータからのアクセスをさせる仕組み。

## OSによるファイル共有
オペレーティングシステム（OS）が提供するファイル共有は、その基盤となる通信規約（network protocol）によって性能などが異なる。トランスポート層のTCPや、ネットワーク層のIPなど、データリンク層のイーサネットを利用している場合には、OSの負荷を低くすることができる。
基本的に、ファイルシステムの一部であり、ローカルファイルと同じように共有ファイルを操作できる（透過性がある）。注意点は、重要なものからあげると、次の通り。
- アクセス中にサーバがオフラインになったり、ネットワークが切断される可能性がある。これが、ファイル共有の一番の問題である。特に、同じファイルへの接続が増加すると、接続は切れないが通信が極端に遅くなることがある。
- 他のコンピュータが排他モードなどでアクセスしているファイルにはアクセスできない。これはファイルがローカルにあっても、複数のアプリ、複数の利用者が使っていれば起こりうるため、程度の問題でありファイル共有固有の問題ではない。
- ファイル名がクライアントコンピュータではファイル名として認められない文字列だった場合、アクセスできないことがある。これは、ローカルのハードディスクでも、別のOSや別のアプリが作成したファイル名を利用できないことがあるため、ファイル共有固有の問題ではない。
- データ転送速度はローカルのハードディスクアクセスより遅い。ただし、Netwareなどではディスクのヘッドを並列に動かす技術により読み書きを高速化し、場合によってはローカルのハードディスクよりも速く感じることができるようなサービスを提供していた。

### Windows
Windowsのファイル共有は、SMBプロトコル（あるいはそれを拡張したCIFS）がサービスを提供する。SMBによるファイル共有は、Windowsに先立つMS-Networksが始まりである。この機能をLinux で提供するのがSambaである。

### Mac OS
Classic Mac OSおよびMac OS Xのファイル共有は、AFPプロトコル（AFS）がサービスを提供する。OS X Yosemite以降では独自実装のSMB3を標準としている。

### UNIX
UNIXおよびUnix系OSのファイル共有は、NFSがサービスを提供していた。しかし、NFSはセキュリティ対策が弱いという指摘がある。

## アプリケーションによるファイル共有

### 不特定多数
不特定多数と共有することを目的とした、ファイル共有ソフトが提供するファイル共有もある。OSの機能より透過性は低いものが多い。

### グループウェア
特定のグループ内でのファイル共有機能を、グループウェアが提供している場合もある。その場合、多くのケースで、ドキュメント共有、と呼ばれる。

## オンラインストレージによるファイル共有

### 一般的なオンラインストレージ
オンライン上のサーバスペースを用いたファイル共有もある。事業者提供によるASP（SaaS）運用によるサービスが一般的で、割り当てられたディスクスペースに、インターネット経由で自由に読み書きができるようになる。個人の利用を目的とした無償利用可能なサービスと、法人利用またはビジネス利用を目的としてセキュリティ機能などを強化したサービスがある。

### アプライアンス型オンラインストレージ
設置者がサーバ環境を独占的に利用するアプライアンス型もある。専用ハードウェアと、ハードウェア供給者が提供または推奨するソフトウェアを中心に構成したサーバを用いる場合が多い。